# Géza Albach
Géza Albach a fost primar al orașului Cluj în perioada 1 mai 1886 - 30 iunie 1898.